# Edhem Čamo
Čamo Edhem (30. prosince 1909 Zasade, okres Trebinje, Bosna a Hercegovina – 25. listopadu 1996 Sarajevo, Bosna a Hercegovina) byl bosenskohercegovský veterinář a pedagog bosňáckého původu.

## Život
Prvních šest ročníků gymnázia dokončil v Trebinje, maturitu pak složil v Sarajevu. Poté se zapsal na Fakultu veterinárního lékařství Univerzity v Záhřebu, kterou absolvoval roku 1938. Titul doktora veterinárního lékařství získal na stejné univerzitě roku 1948. Po studiích pracoval v Derventě, Glamoči, Gradačci a Foči.
V prosinci roku 1941, několik měsíců po německé invazi do Jugoslávie, se přidal ke komunistickým partyzánům. Za války byl členem Zemského antifašistického výboru národního osvobození Bosny a Hercegoviny. Po válce získal post pověřence při Národním výboru v Tuzle a náměstkem republikového ministra zemědělství. Roku 1950 se stal mimořádným (od 1957 řádným) profesorem nedávno zřízené Fakulty veterinárního lékařství Univerzity v Sarajevu a současně prvním děkanem této fakulty. Čamo sám vedl Ústav zoohygieny (Zavod za zoohigijenu), založený v rámci fakulty roku 1951. Dvakrát byl také zvolen rektorem univerzity (1956–1960), dále také předsedou Univerzitní rady a předsedou Společnosti jugoslávských univerzit. Působil v mnoha dalších organizacích, mj. byl předsedou Společnosti Bosny a Hercegoviny pro boj s rakovinou.
Čamo byl od roku 1961 členem Učené společnosti Bosny a Hercegoviny. Po transformaci společnosti roku 1966 na Akademii věd a umění Bosny a Hercegoviny se stal místopředsedou (1968–1971) ANUBiH a posléze i jejím předsedou (1971–1977). Později byl přijat i do Slovinské akademie věd a umění (dopisujícím členem od 13. března 1972), Jihoslovanské akademie věd a umění a Makedonské akademie věd a umění.